# Верхнекамчатск
Верхнекамча́тск — бывший посёлок в Мильковском районе Камчатского края России.
Расположен в урочище Верхнекамчатское, на правом берегу устья реки Андриановки.
Первое русское поселение на Камчатке, основанное в 1697 или 1698 году В. В. Атласовым как Верхнекамчатский острог. Из-за частых разливов реки острог несколько раз переносился. Побывавший здесь в 1738 году С. П. Крашенинников оставил следующее описание: 

Крепость в нём четвероугольная с палисадником во все стороны по 17 сажен. За крепостью часовня во имя Николая Чудотворца, Государев дом с принадлежащим строением, кабак с винокурнею, обывательских домов 22, а служивых и казачьих детей 56 человек.
В 1827 году начальник Камчатки А. В. Голенищев предлагал перенести сюда из Петропавловска-Камчатского административный центр края, что так и не было сделано.
В 1930 году в селе был создан колхоз «Коммунар». В Верхнекамчатске действовала начальная четырёхклассная школа, в 1940 году здесь обучалось 40 человек. В 1956 году был упразднён Верхнекамчатский сельсовет, а местный колхоз в 1957 году вошёл в мильковский колхоз имени И. В. Сталина. Жителей переселили в Мильково и Шаромы.
Верхнекамчатск исключили из списков населённых пунктов Камчатской области 13 декабря 1974 года.
В настоящее время на территории Верхнекамчатска находится дачный посёлок жителей села Мильково. Предполагается возможность воссоздания исторического облика острога.

## Население
| 78 | 114▲ | 134▲ |